# Jacques Maurepas
Pour les articles homonymes, voir Maurepas.
Jacques Maurepas, assassiné le 19 septembre 1802 au Cap-Français, est un général de l'armée rebelle lors de la Révolution haïtienne. 

## Biographie
Jacques Scipion Morpas (il signe toujours Morpas) est natif du Mornet, section communale de l'Acul-du-Nord (à l'époque de sa naissance, le Mornet est alors sur la paroisse du Cap-Haïtien). Fils naturel de Scipion et de Rose, il se marie le 16 nivôse an 9 (6 janvier 1801) à Port-de-Paix avec Marie Louise, native de Marmelade, fille naturelle de Jean Baptiste Julien et de Denne Julie. Le couple adoptera leurs deux enfants respectifs: Jean Paul, 12 ans, "né de la future épouse", et Pierre Paul, 8 ans, "fils de la citoyenne Sannitte Paul et né des œuvres du futur époux". À l'époque de son mariage, Jacques Scipion Morpas est chef de brigade, commandant la 9e demi-brigade coloniale, et commandant en second du Port-de-Paix, du Môle Saint-Nicolas et de ses dépendances, sous les ordres directs de Augustin Clerveaux (qui signe toujours Clervaux), son témoin de mariage.
C'est dans la maison occupée à Port-de-Paix par Jacques Morpas que mourut le 18 fructidor an 6 (4 septembre 1798) un proche parent non identifié (son possible grand-père ?): Toussaint Morpas, habitant du quartier de l'Acul-du-Nord, alors dépendance du Cap-Français, né vers 1715 au Cap-Haïtien, fils naturel de la nommée Babée.
Jacques Maurepas est le général haïtien qui commandait la place de Port-de-Paix dans la partie française de l'île de Saint-Domingue lors de l'envoi des troupes françaises commandées par le général Charles Victoire Emmanuel Leclerc, beau-frère de Napoléon Ier, lors de l'expédition de Saint-Domingue.
Toussaint Louverture ordonne à son général de défendre la ville portuaire de Port-de-Paix face à l'arrivée des vaisseaux français des troupes du général Leclerc. D'en interdire l'accostage et le mouillage et résister à tout prix à un débarquement ennemi. En cas de retraite, Toussaint Louverture ordonne également à Maurepas de brûler la cité portuaire.
Le 12 février 1802, face à l'imposante armada française en vue de la ville, le général Maurepas fait incendier la ville. Il se retire sur les collines avoisinantes avec ses hommes. Le même jour arrive sur les lieux le général Jean Joseph Amable Humbert avec ses troupes, qui poursuivent Maurepas et ses fidèles compagnons d'armes. Dès le lendemain, la bataille s'engage entre les adversaires. Les combats se déroulent dans les environs immédiats de Port-de-Paix et les forces du général Maurepas et de son capitaine François Capois battent celles du général Humbert. Dès l'annonce de la défaite du général Humbert, le général Leclerc envoie des renforts sous les ordres du général Jean-François Joseph Debelle. Ce dernier débarque à Port-de-Paix le 17 février et livre combat contre les forces de Maurepas, malgré les recommandations du général Humbert qui lui déconseille d'attaquer les rebelles. Les renforts de Debelle sont moins en train pour combattre et Maurepas obtient la victoire sur Debelle, grâce à son capitaine François Capois. Debelle reproche à Humbert d'avoir démobilisé ses troupes et Leclerc fait mettre Humbert aux arrêts.
Malgré cette victoire sans lendemain, Jacques Maurepas finit par se rendre aux forces françaises. Le général Leclerc l'intègre dans l'armée française comme il l'avait promis et le place sous l'autorité du général Brunett qui était aux commandes de Port-de-Paix.
Après avoir été soupçonné d'avoir participé à une révolte haïtienne menée par le capitaine rebelle François Capois, Maurepas, sa famille, et certains de ses fidèles soldats sont arrêtés par Brunett et conduits à Cap-Français (aujourd'hui Cap-Haïtien). Le 17 septembre, Donatien-Marie-Joseph de Rochambeau arrive au Cap-Français, et, par son ordre, Maurepas avec certains de ses compagnons d'armes de la 9e brigade et sa famille sont jetés à la mer par-dessus bord d'un des navires français.[réf. nécessaire]
Le supplice de Jacques Maurepas est raconté ainsi par l'historien Thomas Madiou: « Il est aussitôt saisi par plusieurs matelots (il se trouve alors sur le vaisseau-amiral au large de la Tortue), dépouillé avec une rage frénétique et lié au grand mât. Les officiers français demeurèrent stupéfaits en voyant l’air calme et résigné de ce guerrier, le courage surhumain de son épouse qui l’exhortait à mourir en héros. Maurepas vit pendre aux grandes vergues sa femme et ses enfants. Des paroles insultantes lui sont adressées ; mais ses lèvres n’expriment que l’indignation qu’excitent tant de forfaits. « Tu ne parles pas, s’écria celui qui devait remplir l’office de bourreau ; nous te ferons pleurer. » On le flagelle ; c’est, disent les infâmes, le supplice réservé aux esclaves. Puis on fixe sur ses épaules par de longs clous, deux épaulettes de général de division. Pas une larme ne roule sur les joues de Maurepas, pas une plainte ne sort de sa bouche. « Le soleil est bien ardent, dit le commandant du bord, donnez au général divisionnaire Maurepas une coiffure digne de son haut rang. » Un matelot cloue sur la tête de la victime un chapeau à cornes galonné. Les yeux du patient se ferment pour ne plus s’ouvrir. Alors une voix s’écria sur le tillac ; « le général Maurepas, pour avoir conspiré contre la République française, sa bienfaitrice, sera noyé. » On jette à la mer son cadavre, qui est entraîné sous les flots par un boulet. » [Thomas Madiou, Histoire d’Haïti, Port-au-Prince, Henri Deschamps, 1989, tome III, p. 437].

Dans ses mémoires, le général Jean-Pierre Ramel rapporte ainsi la mort de Maurepas : 

« Lorsque Maurepas se soumit, on lui conserva le commandement de Port-de-Paix; j'ai servi sous ses ordres. Il me dit qu'il ne se séparerait pas une seconde fois de la France, et me pria d'écrire au général Leclerc pour avoir la permission de passer en France. Je ne reçus d'autre réponse que celle d'ordonner à Maurepas de se rendre au Cap pour y recevoir une destination ultérieure. Il ne balança pas à s'embarquer avec toute sa famille. J'appris quarante-huit heures après qu'en entrant en rade, lui, sa femme et ses enfants en bas âge avaient été jetés à la mer. Jamais nouvelle ne m'a autant contristé. Je me rappelais qu'accompagnant Maurepas au port et au moment de nous séparer, il m'avait dit en m'embrassant: « Vous ne me reverrez plus; ils veulent me tuer, le général Debelle est mon ennemi ». Que ne lui dis-je pas pour le rassurer? Leclerc fut trompé. »